# Cartignies
Cartignies is een gemeente in het Franse Noorderdepartement (Frans: département du Nord) (regio Hauts-de-France). De plaats maakt deel uit van het arrondissement Avesnes-sur-Helpe. Cartignies telde op 1 januari 2022 1.234 inwoners.

## Geografie
De oppervlakte van Cartignies 1 januari 2022 26,41 vierkante kilometer; de bevolkingsdichtheid was toen 46,7 inwoners per km².

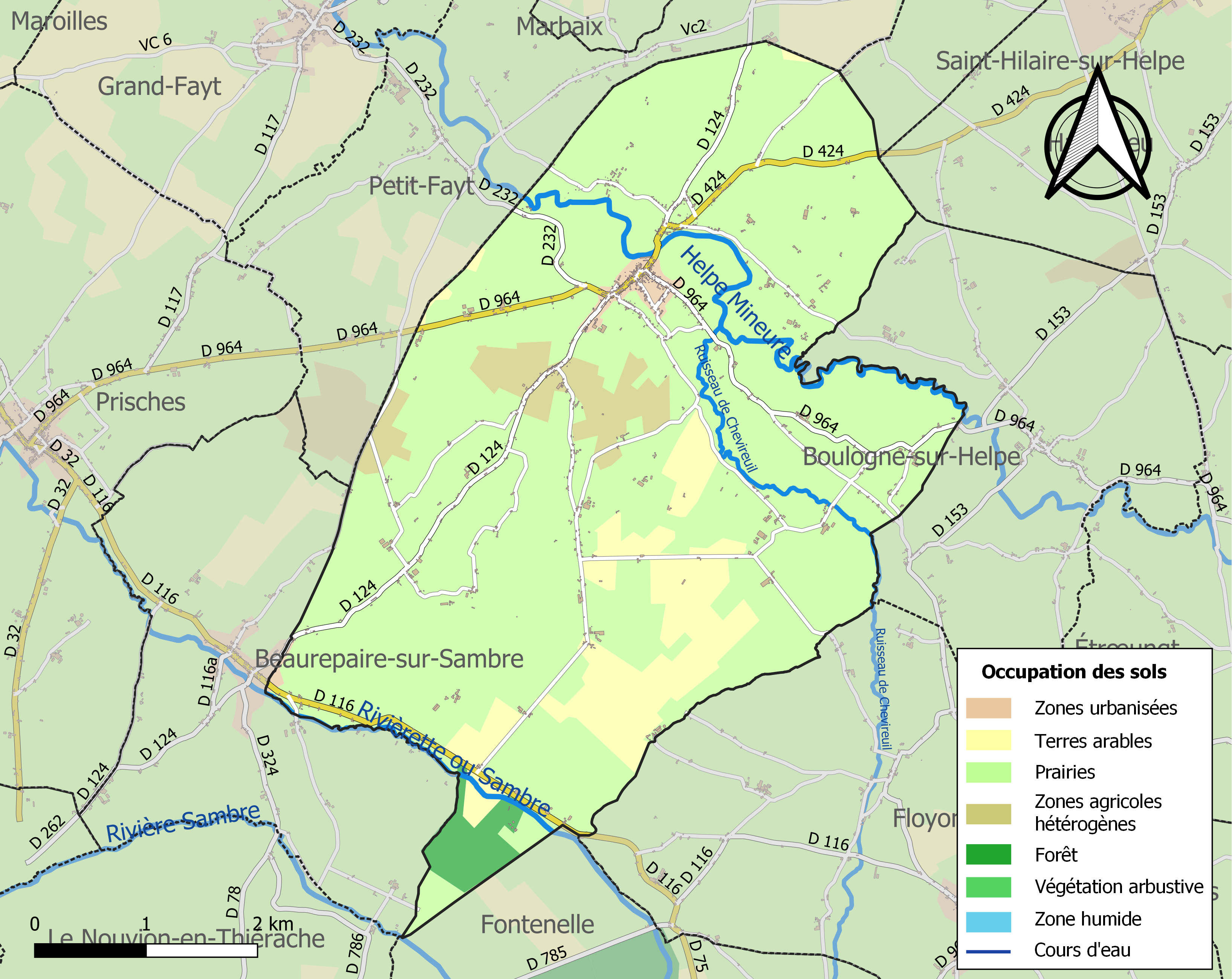
Kaart van de gemeente met belangrijkste infrastructuur, bodemgebruik en omliggende gemeenten

## Demografie
Onderstaande figuur toont het verloop van het inwonertal (bron: INSEE-tellingen).

## Geboren
- Pierre Mauroy (1928-2013), politicus